# Protium plagiocarpium
Protium plagiocarpium är en tvåhjärtbladig växtart som beskrevs av Raymond Benoist. Protium plagiocarpium ingår i släktet Protium och familjen Burseraceae. Inga underarter finns listade i Catalogue of Life.